# Mgławica Małe Hantle
Mgławica Małe Hantle (również Messier 76, M76, NGC 650/651) – mgławica planetarna znajdująca się w gwiazdozbiorze Perseusza w odległości około 2100-2500-3400 lat świetlnych. Została odkryta 5 września 1780 roku przez Pierre’a Méchaina. Jedna z czterech mgławic planetarnych w katalogu Messiera.

## Nazwa i odkrycie
Mgławica została odkryta przez Pierre’a Méchaina w 1780 jako „obiekt kometo-podobny” i wpisana do katalogu Messiera pod numerem 76. Mgławica figuruje także w katalogu New General Catalogue pod numerami NGC 650 i NGC 651. Obiekt znany jest pod popularną nazwą Mgławica Małe Hantle. Nazwa ta wywodzi się od jej podobieństwa do odkrytej wcześniej mgławicy Hantle. Inne nazwy to: mgławica Korek (Cork Nebula), mgławica Motyl (Butterfly Nebula) oraz mgławica Sztanga (Barbell Nebula). Początkowo sądzono, że obiekt składa się z dwóch, osobnych mgławic i dlatego otrzymał podwójne oznaczenie w katalogu NGC.
W 1891 Isaac Roberts zasugerował, że M76 może być obiektem podobnym do wcześniej odkrytej mgławicy Pierścień, ale widzianym pod innym kątem, niemniej za pierwszą osobę, która prawidłowo rozpoznała M76 jako mgławicę planetarną uchodzi astronom Heber Doust Curtis.

## Charakterystyka
Mgławica znajduje się w odległości szacowanej na 2100, 2500 i 3400 lat świetlnych od Ziemi i położona jest w gwiazdozbiorze Perseusza. Obiekt ma rozmiary kątowe 2,7' × 1,5', co przy założeniu odległości 2100 lat świetlnych oznacza, że ma średnicę wynoszącą ponad 1,2 roku świetlnego.
Wielkość pozorna mgławicy wynosi +10,2m, a wielkość pozorna centralnej gwiazdy wynosi +15,9m. Gorąca pozostałość po gwieździe ma temperaturę powierzchni wynoszącą około 88 400 K, emitowane przez nią promieniowanie ultrafioletowe rozgrzewa i rozpycha zewnętrzne warstwy tworzące mgławicę.
Mgławica porusza się w kierunku Ziemi z prędkością około 19 km/s.
Przez niektórych obserwatorów mgławica uważana jest za jeden z najtrudniejszych do obserwacji obiektów na liście Messiera.